# قلم تسطير
المِسْطَار (الجمع: مَسَاطِير) أو قَلَمُ تَسْطِير هو أداة تستخدم في الرسم بالحبر أو بسوائل رسم أخرى. استخدم في الأصل للرسومات التقنية في الهندسة التطبيقية ورسم الخرائط جنبًا إلى جنب مع المساطر ومسطرة المنحنيات، ويستخدم اليوم لاستخدامات محددة، مثل تأطير الصور أو فن الخط.